# Shahdiz
Shahdiz o Dizkuh (en persa: دزکوه‎ ) era una fortaleza cerca de Isfahán, Irán, en particular en manos de los nizaríes. Fue capturado y destruido en la campaña antinizarí del sultán selyúcida Muhammad Tapar. Sus llamativas y pintorescas ruinas se encuentran a unos 8 km al sur de Isfahán en una cumbre menor del monte Soffeh .

## Historia
Dizkuh era una fortaleza en el centro de Persia, ubicada en la ruta estratégica que conducía a Isfahán, capital del Imperio Selyúcida.
El historiador Ali Ibn al-Athir atribuye la construcción de la fortaleza (a la que llamó "Fortaleza (qal'a) de Isfahán") al sultán selyúcida Malik Shah, pero es más probable que sea anterior, incluso del período preislámico del imperio sasánida, y que el sultán selyúcida simplemente reconstruyó el castillo que estaba cerca de su capital. Desde entonces, el nombre Shahdiz se volvió más común.
El castillo ganó su fama debido a las actividades de los nizaríes ismailitas. Los ismaelitas estaban activos en la región de Isfahán en el siglo XI, y el jefe da'i de Persia e Irak, Abd al-Malik ibn Attash, había establecido su cuartel general en Isfahán. Después de la captura del castillo de Alamut por parte de Hassan-i Sabbah, se animó al hijo de Abd al -Malik ibn Attash, Ahmad ibn Abd al-Malik ibn Attash, a apoderarse del castillo. Se hizo pasar por un maestro de escuela y gradualmente convirtió la fuerza de guarnición de la fortaleza, la mayoría de los cuales eran de origen dailamita con tendencias chiitas. Para 1100, se había apoderado de la fortaleza y comenzó su re-fortificación similar a los otros castillos ismaelitas de Persia. Ahmad comenzó a recaudar impuestos de los distritos cercanos. Según los informes, había convertido a 30.000 personas en Isfahán. Shahdiz era estratégicamente importante ya que protegía la ruta principal a Isfahán, la capital del imperio selyúcida. Su captura había sido un gran éxito estratégico para los nizaríes.

### Asedio
En 1107, poco después de obtener el poder, el sultán selyúcida Muhammad I Tapar, hijo de Malikshah, inició una campaña contra los ismaelitas nizaríes, centrándose en Shahdiz, sitiando la fortaleza con una gran fuerza. En un intento por levantar el sitio, Ahmad trató de involucrar a los simpatizantes ismaelitas en el campo selyúcida y a los eruditos religiosos sunitas (ulama) de Isfahán en un largo debate religioso, tratando de convencerlos de que los ismaelitas también son verdaderos musulmanes, difiriendo solo en materia de imanato; por lo tanto, la campaña del sultán es religiosamente ilegítima. El debate finalmente terminó después de un año y el asedio continuó. En otra negociación iniciada por el sultán selyúcida, los nizaríes negociaron otra fortaleza, pero esta negociación no tuvo éxito y terminó con un fida'i atacando e hiriendo a un comandante particularmente antinizarí (emir) del sultán selyúcida. Más tarde, se llegó a un acuerdo: parte de la guarnición se le daría un paso seguro a otros castillos ismaelitas en Arraján y Kuhistán, y el resto, alrededor de ochenta hombres en total, que ocupaban solo un ala de la fortaleza, se rendiría y luego acude a Alamut tras recibir la noticia de la llegada de sus compañeros ismaelitas. Se recibió esta noticia, pero Ahmad se negó a abandonar la fortaleza, aparentemente decidiendo luchar hasta el final. Los selyúcidas atacaron la fortaleza y Ahmad y su pequeño grupo de combatientes se defendieron valientemente de torre en torre. La mayoría de los combatientes ismaelitas murieron, mientras que unos pocos lograron escapar. Ahmad fue capturado, mientras que su esposa se suicidó. Ahmad y su hijo fueron ejecutados y sus cabezas fueron enviadas al califa abasí Al-Mustazhir en Bagdad. El castillo fue demolido por el sultán selyúcida, que temía que los ismaelitas lo reconquistaran. Aparentemente, la fortaleza de Khanlanjan, un bastión ismaelita cercano, también fue destruida durante esta campaña. Por lo tanto, los ismaelitas de Nizari perdieron su influencia en la región de Isfahán.